# Comacchio

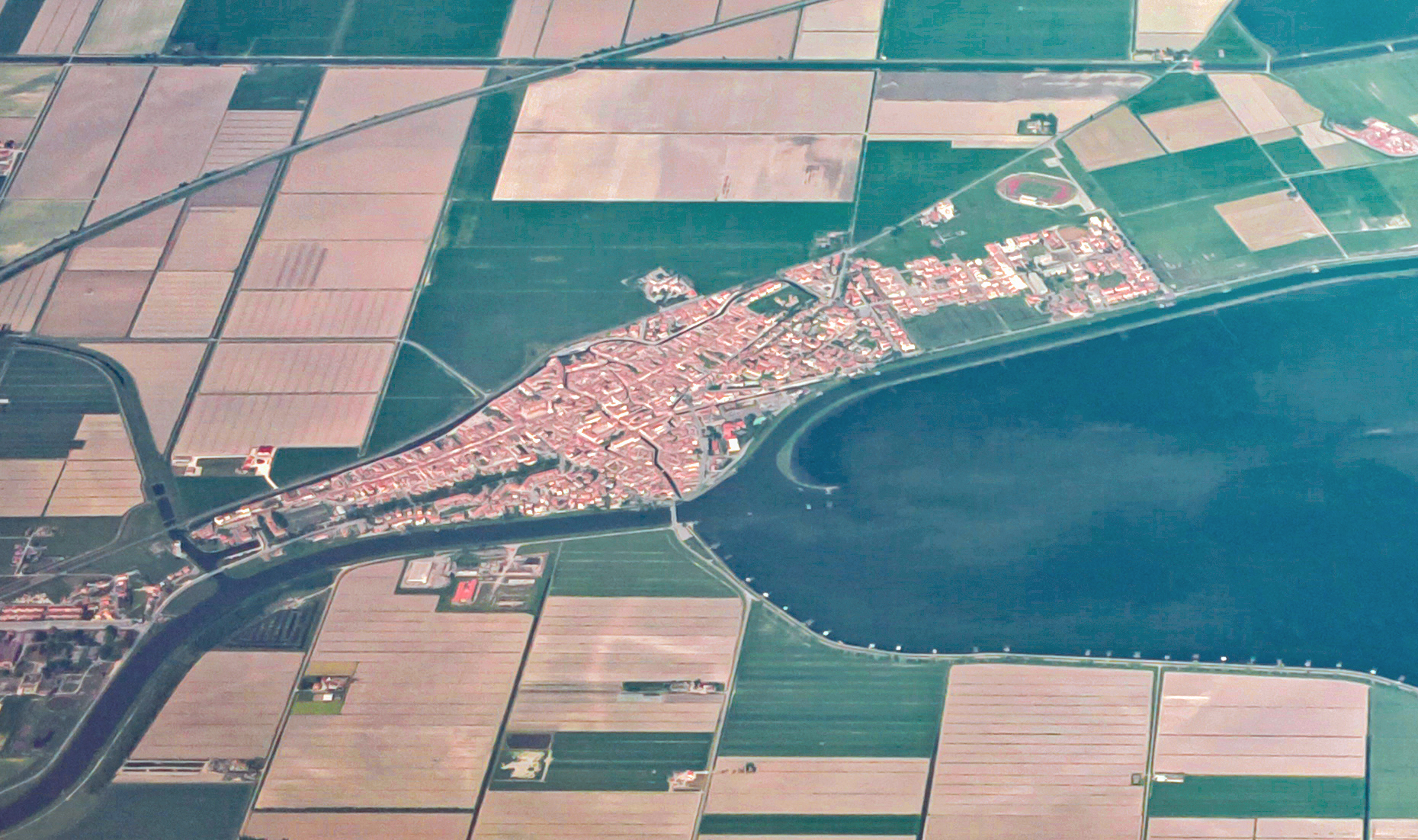
Comacchio

Comacchio (w dialekcie: Cmâc' [k'ma:tʃ]) – miasto i gmina we Włoszech, w regionie Emilia-Romania, w prowincji Ferrara.
Według danych na rok 2004 gminę zamieszkiwało 19 887 osób, 70,3 os./km².
Comacchio jest położone w lagunie na północ od obecnego ujścia rzeki Reno. Zbudowane jest na ponad trzynastu różnych wysepkach, połączonych mostami. Najważniejszymi zasobami tych mokradeł są hodowla ryb i stawy solne. Port morski Porto Garibaldi leży 7 kilometrów (4 mile) na wschód. Mokradła na południe od miasta, Valli di Comacchio, są sklasyfikowane jako teren o znaczeniu wspólnotowym i obszar specjalnej ochrony we Włoszech. Są one również oceniane jako ważne w skali międzynarodowej przez konwencję ramsarską o ochronie i zrównoważonym użytkowaniu terenów podmokłych.